# القهوة في إيطاليا

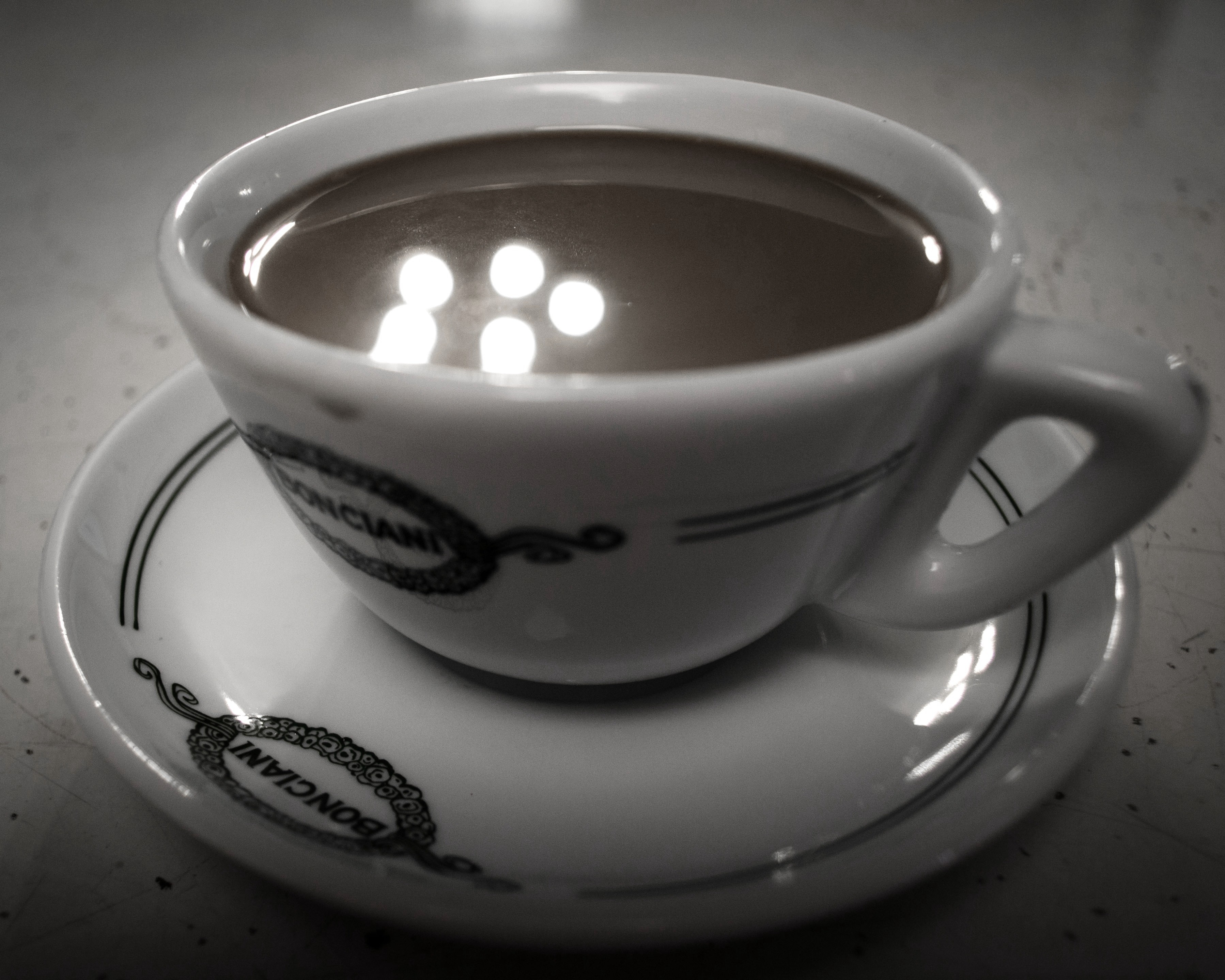
فنجان قهوة ايطالي

## كافي"cafè": تنطق [kafˈfɛ] وهي الكلمة الإيطالية للقهوة وربما أنها أنشئت من kaffa (بالعربية قهوة، بالرومانية Qahwa) منطقة في أثيوبيا حيث أنشئت القهوة. المسلمون هم أول من استعملها ووزعها في العالم من ميناء الموكا في اليمن، بعد ذلك سمّاها الأوربيون موكا.من الممكن أن يرجع اسم cafè إلى الطريقة الإيطالية في إعداده القهوة، الإسبريسو، أو أحياناً تستعمل كمرادف للمقهى الأوربي.
الإيطاليون معروفون جيداً باهتمامهم المميز في الإعداد، اختيار المزيج، واستعمال الإضافات عند إنشاء العديد من أنواع القهوة.
عادةً، في أجواء مقهى الإسبريسو، يشير مصطلح "cafè" الكافيه إلى الإسبريسو المعتدل. عندما يطلب أحدهم "un caffè" يستمتع به عادةً وهو واقفًا في البار. يُقدّم الإسبريسو مع صحن وملعقة صغيرة وأحيانًا مع شوكولاتة مغلفة وكوب صغير من الماء مجاناً. 

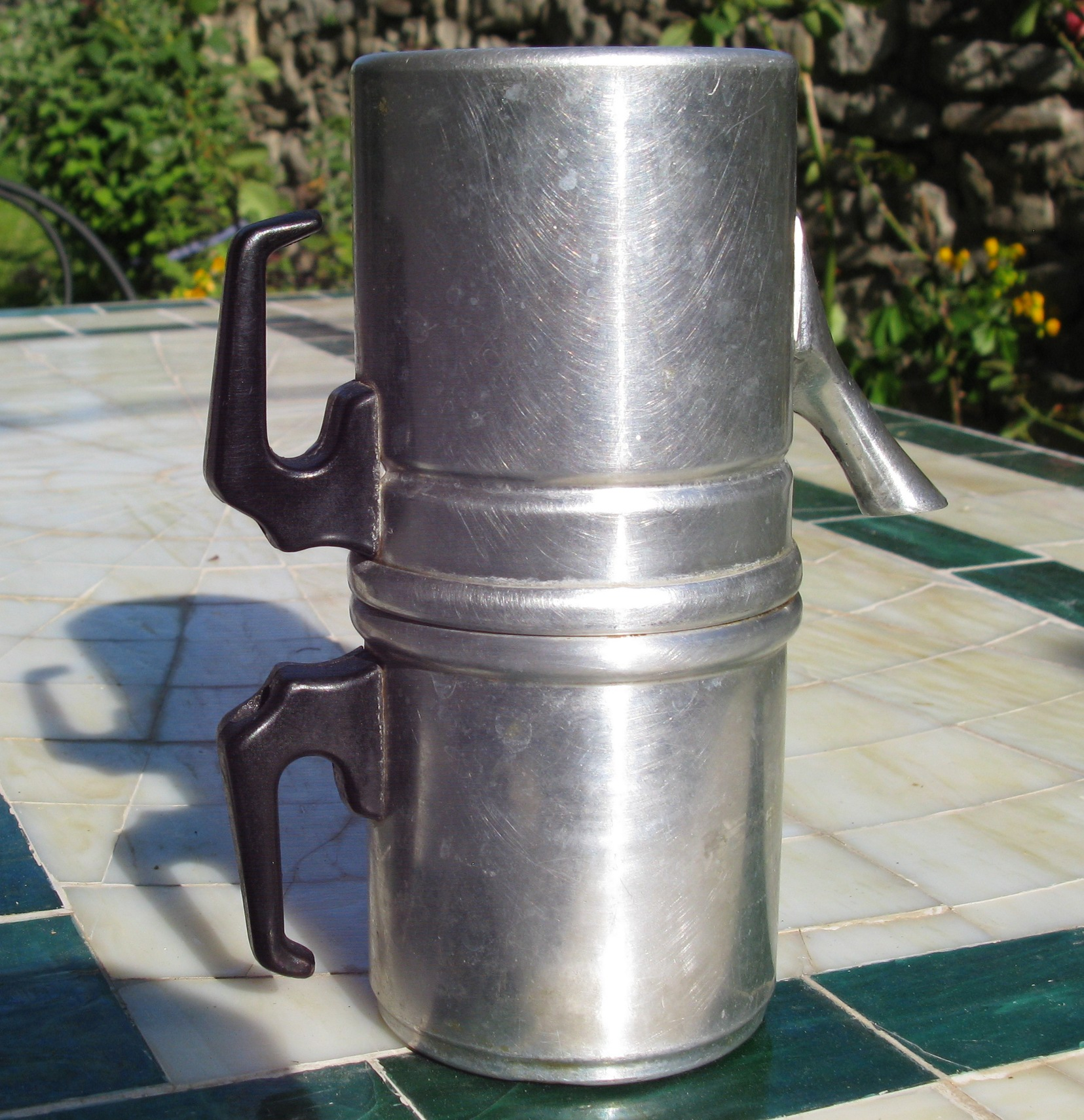
كافيتريا نابولي

### صانعة القهوة
الأداة المستخدمة لتحضير القهوة في المنزل، " caffettiera " عبارة عن آلة تبخير صغيرة مصنوعة في أسفل الغلاية، وفلتر مركزي في الكوب العلوي والذي يحتوي على القهوة المطحونة. لصنع الموكا التقليدي، يوضع الماء في الغلاية ويمر الماء المغلي على القهوة المطحونة ومن ثم إلى الكوب. تعمل "Naffolitan caffettiera" (نوع من أنواع صانعات القهوة) بشكل مختلف نوعًا ما، ويجب قلبها رأسًا على عقب عندما يكون المشروب جاهزًا. وبالتالي يمكن التبديل بين غلايتها وكوبها.
تحدد كمية القهوة التي توضع في الفلتر ثروة المشروب النهائي، ولكن تحتاج إلى عناية خاصة حتى لا يُحجب الماء من العبور في حال الإفراط. نوّه البعض على وضع ثقوب رأسية صغيرة في المسحوق باستخدام الشوكة.
يجب استعمال شعلة صغيرة لتوفير ضغط مياه معتدل ومناسب. الضغط العالي يجعل الماء يفور سريعًا، مما ينتج قهوة ذات نكهة خفيفة. الشعلة الموقودة تحت الكافيتيرا أو " caffettiera " يجب إيقافها بعد عشر ثواني من سماع صوت غليان الماء، وأخيرًا تشعل ثانية في حالة عدم امتلاء الكأس.

### المقهى
ترجمة ذات صلة لكن منفصلة للكافيتريا الإيطالية هي بيت القهوة أو مقهى: مؤسسة تم فيها صنع القهوة تقليديًا باستخدام الموكا.  أصبحت هذه الأماكن شائعة في القرن التاسع عشر خصيصًا للاستمتاع بالكافيه، في حين بدأت عادة شرب الكافيين في المنزل في بداية القرن العشرين، عندما أصبحت آلات الكافتيريا (Mokas) متاحة للعامة.
في الكافتيريا القديمة (جمع بالإيطالية)، التي ترتادها الطبقات العليا، أقيمت فعاليات ثقافية وفنية.  لذلك، اكتسبت العديد من الكافيتريا أهمية ثقافية (مثل كافيه غريكو في 84 فيا كوندوتي، روما؛ تأسست في عام 1760) وأصبحت نقطة التقاء مشهورة للفنانين والمثقفين والسياسيين، وما إلى ذلك. تمتعت ثقافة الكافيتريا هذه بشكل رئيسي بالرجال، بينما نظمت النساء اجتماعات الشاي.
يقدم تقليديا بعد الظهر من الكافيه شكليًا احتفاليًا تقريبا: يتم تقديم الكافيه دائمًا مع وعاء فضي.  يتم تقديم أكواب الخزف (التي يجب أن تكون فاخره من الصين ومزينة بشكل واضح قدر الإمكان) على الصحن مع ملعقة فضية صغيرة على اليمين (على الصحن).  يتم تقديم السكر بشكل منفصل، في أواني خزفية، مع ملعقة فضية منفصلة.  بعد تناول القهوة، يُسمح للمدخنين عادةً بإضاءة سجائرهم (تتضمن الخدمة عادةً منفضة سجائر من الخزف).  إذا كانت النساء حاضرات، فمن قد يمنح الرجال إذنًا للتدخين.  ليس من المعتاد تقديم المعجنات أو البسكويت مع قهوة بعد الظهر، ولكن يمكن إجراء استثناء في حالة وجود نساء على الطاولة. يجب ترك وعاء القهوة على الطاولة، للحصول على فنجان ثان. يتم تناول القهوة بعد الغداء على طاولات صغيرة منفصلة، وليس في الطاولة الرئيسية، ولا يُرحب بالأطفال عادةً للانضمام إلى البالغين في مثل هذه الإجراءات. في القرن الحادي والعشرين، مع تغير قوانين التدخين والعادات المحلية، يصبح شرب الكافيين أقل رسمية بشكل عام.

### بيئة المقاهي
للمقاهي، مثل الحانات، تاريخ طويل في تقديم البيئة التي يمكن للناس فيها الاختلاط بسهولة بين مجموعاتهم و (غالبًا) مع الغرباء.  ينعكس ذلك في اللغة؛  عندما يقول الناس «نلتقي من أجل القهوة»، فإنهم يقصدون بشكل أساسي الاجتماع للاختلاط أو التحدث. تاريخيا، كانت المقاهي أماكن حيث يتجمع الناس، للدردشة، والعمل، والكتابة (على وجه الخصوص، كتابة الصحف المحلية)، والقراءة (على وجه الخصوص، نفس الصحف المحلية التي تمت كتابتها في المقاهي) وتمضية الوقت.  اليوم، المقاهي متشابهة إلى حد كبير - إنها مجرد استبدال الحبر والورق غالبًا بأجهزة الكمبيوتر المحمولة واستبدال الصحف بالمدونات.
غالبًا ما تتضمن تصميمات المقاهي زوايا أصغر ومناطق أكبر وأكثر شيوعًا.  في المقهى الأكثر ازدحامًا، من الشائع أن يجلس الغرباء على نفس الطاولة، حتى لو كانت هذه الطاولة تتسع لشخصين فقط.  عادة ما تكون المقاهي مريحة، مما يشجع التواصل بين الغرباء.